# Gustave Singier

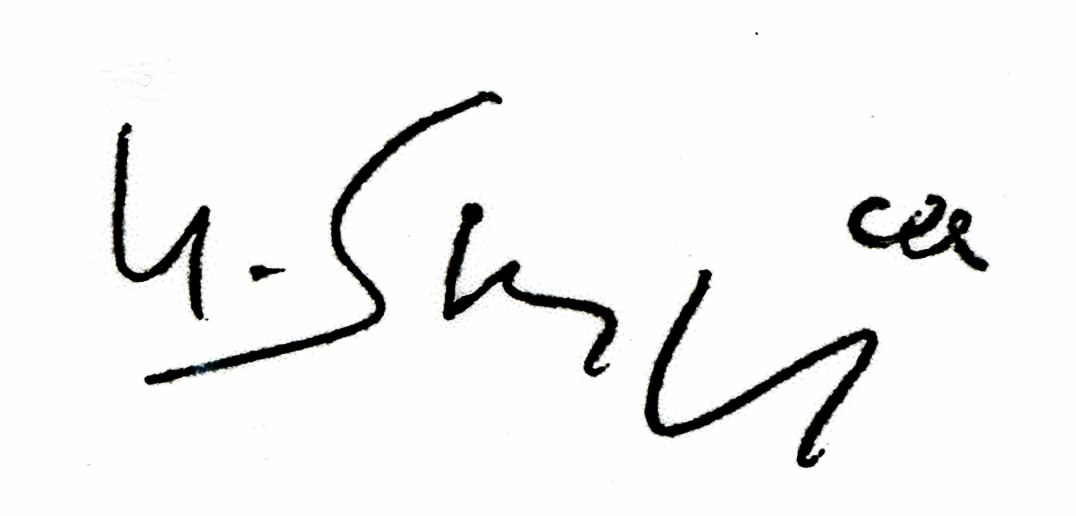
Unterschrift von Gustave Singier

 Gustave Singier  (* 11. Februar 1909 in Warneton, Belgien; † 10. Mai 1984 in Paris) war ein belgischer Maler. Er gehört zu den Vertretern der Abstrakten Malerei der „École de Paris“.

## Biographie
Gustave Singier wuchs in einem kleinen flämischen Dorf auf. 1919 zog seine Familie nach Paris um. Singier begann mit 14 Jahren mit seiner Malerei. Von 1923 bis 1926 besuchte er Kurse an der École Boulle in Paris. Er wurde dort in der malerischen Umsetzung von Naturdarstellungen und der Kopie von Werken bekannter Meister geschult.
Von 1927 bis 1936 arbeitete er als Zeichner für verschiedene Unternehmen und Agenturen in Paris. 1936 begann er, seine Werke in den Pariser Salons auszustellen und konnte von da ab von seiner Malerei leben. Bald begannen Galerien in ganz Frankreich seine Werke zu zeigen.
1939 lernte er die Maler Alfred Manessier, Elvire Jan und Jean Le Moal kennen. Aus dieser Bekanntschaft wurde eine langjährige Freundschaft. 1941 beteiligt sich Singier an der Ausstellung Vingt jeunes peintres de tradition française („Zwanzig junge Maler französischer Tradition“), die von Jean Bazaine organisiert wurde. Es war die erste Ausstellung avantgardistischer Malerei in Paris während der deutschen Besatzung Frankreichs.
Von 1951 bis 1954 lehrte er an der Académie Ranson. Nach dieser Zeit wurden seine Werke auf Biennalen und Ausstellungen in ganz Europa gezeigt, z. B. 1957 in der Kestner-Gesellschaft in Hannover. Gustave Singier war auch Teilnehmer der documenta 1 1955 und 1959 der documenta II in Kassel.
In den 60er Jahren gründete er zusammen mit anderen Künstlern und Förderern des Kunstbetriebs in Paris den Salon de la jeune peinture indépendante („Salon der jungen unabhängigen Malerei“), mit dem Ziel, jungen Malerinnen und Malern ein Forum für deren Kunst anzubieten.

## Werk
Die Bilder Singiers zeichnen sich häufig durch monochrome Flächen aus, die er in verschiedensten Größen und Formen einsetzt. Bei seinen Bildern werden meist höchstens drei Farbtöne eingesetzt, die aber deutlich verschieden sind und in Farbnuancen von dunkel bis hell erscheinen.
Singier hinterließ ein bedeutendes Œuvre aus Malerei, Zeichnungen und Grafik. Zudem schuf er Wandteppiche, entwarf Kirchenfenster und Mosaiken und ließ Kostüme und Ausstattungen für das Nationaltheater in Paris fertigen.